# حركات باشنر

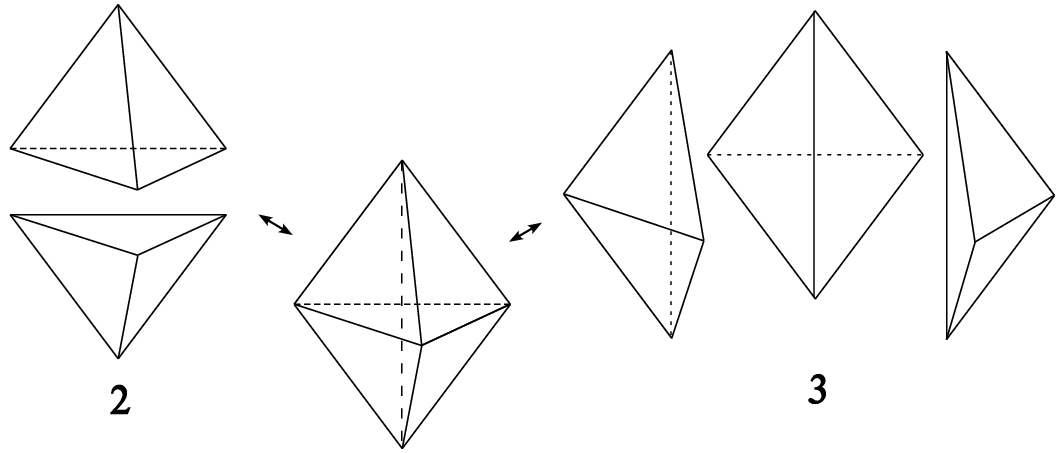

في الطوبولوجيا، أحد فروع الرياضيات، حركات باشنر (Pachner moves)، المسماة على اسم أودو باشنر، هي طرق لاستبدال تثليث متنوعة متقطعة الخطية بتثليث مختلف لمتنوعة الهميومرفي. وتسمى حركات باشنر أيضًا الشقلبات النجمية الثنائية (bistellar flips). ويرتبط أي تثليثين لمتنوعة متقطعة الخطية بتسلسل منته من حركات باشنر.

## التعريف
قم بتحويل {\displaystyle \Delta _{n+1}} إلى مبسط{\displaystyle (n+1)}. {\displaystyle \partial \Delta _{n+1}} عبارة عن فضاءn توافقي مع تثليثه باعتباره الحد لمبسط n+1.
بفرض أن متنوعة n متقطعة الخطية المثلثة هي {\displaystyle N} والبُعد المشترك للمعقد الجزئي 0 {\displaystyle C\subset N} مع التشاكل التقابلي المبسط {\displaystyle \phi :C\to C'\subset \partial \Delta _{n+1}}، فإن حركة باشنر على N مقرونة بـC هي المتنوعة المثلثة {\displaystyle (N\setminus C)\cup _{\phi }(\partial \Delta _{n+1}\setminus C')}. ومن حيث التصميم، فإن هذه المتنوعة هي متشاكلة PL لـ{\displaystyle N}، ولكن التشاكل التقابلي لا يحفظ التثليث.